# Wolfgang Gasser
Wolfgang Gasser (* 31. Mai 1927 in Wolfsberg; † 20. Mai 2007 in Wien) war ein österreichischer Schauspieler und Synchronsprecher, Kammerschauspieler und Ehrenmitglied des Burgtheaters.

## Leben
Wolfgang Gassers Vater war SS-Obersturmführer Paul Gasser (1904–1941). Paul Gasser war ein Freund und persönlicher Berater von Odilo Globocnik. Als Paul Gasser die Entscheidungen in der Judenpolitik Globocniks nicht mehr mittragen wollte, endete die Freundschaft der beiden. Trotzdem übernahm Globocnik nach Gassers Tod die Vormundschaft über die beiden minderjährigen Kinder Gassers.
Gasser brach das Gymnasium ab und rückte mit 17 Jahren zur deutschen Wehrmacht ein. Er kam in amerikanische Gefangenschaft und konnte erst nach dem Ende des Zweiten Weltkriegs nach Österreich zurückkehren. 1945 arbeitete er in einem britischen Militärkrankenhaus als Dolmetscher.
Seine Schauspielausbildung begann er am Kärntner Landeskonservatorium, später wechselte er nach Wien.
Seine erste Bühnenrolle hatte er im Alter von 28 Jahren am Stadttheater Baden. Zuerst trat er in Operetten und Kellertheatern auf. 1959 wurde er Ensemblemitglied des Burgtheaters, wo er in Wallensteins Lager debütierte. Er blieb diesem Theater bis zu seiner Pensionierung 1997 treu und trat in über 150 Rollen auf; seine bekannteste Rolle war die von Professor Schuster in Thomas Bernhards Heldenplatz, für die er 1990 die Kainz-Medaille erhielt. Das Stück blieb zehn Jahre auf dem Spielplan und erlebte 120 Vorstellungen. Bis zuletzt agierte Wolfgang Gasser noch als Gastschauspieler weiter an der Burg, z. B. als Doktor Guggenheim in Elisabeth II. von Thomas Bernhard und – in seiner letzten Rolle – als Ottokar von Horneck in König Ottokars Glück und Ende. Im Lauf der Zeit arbeitete Gasser am Burgtheater sowie am Akademietheater mit zahlreichen wichtigen Regisseuren, darunter etwa Dieter Dorn (Zur Feier des Tages von David Storey, Akademietheater 1972), Luca Ronconi (Die Vögel des Aristophanes, Burgtheater 1975), Claus Peymann (Professor Schuster in dessen vielbeachteter Inszenierung von Bernhards Heldenplatz, Burgtheater 1988), Jürgen Flimm (Altenwyl in Der Schwierige von Hugo von Hofmannsthal, Burgtheater 1991), Andrea Breth (Don Raimond von Taxis in Don Carlos von Friedrich Schiller, Burgtheater 2004) und Martin Kušej (König Ottokars Glück und Ende, Burgtheater 2006).
Außer am Burgtheater arbeitete Gasser bei den Salzburger Festspielen (1961 spielte er den Guten Gesellen in Hugo von Hofmannsthals Jedermann, Regie Gottfried Reinhardt; 1991 in Flimms Inszenierung von Der Schwierige, die später ans Burgtheater übersiedelte, analog dazu Kušejs König Ottokar-Inszenierung von 2006), in Melk und in Forchtenstein, und arbeitete für das Fernsehen und das Radio als Sprecher. Auch als Synchronsprecher kam Gasser zum Einsatz, so etwa 1986 bei Luc Bondys Verfilmung von Arthur Schnitzlers Das weite Land, wo er Michel Piccoli seine Stimme lieh.
Außerdem wirkte er in zahlreichen Spielfilmen und Fernsehproduktionen mit. 1965 spielte er unter der Regie von Edwin Zbonek in der Franz-Theodor-Csokor-Verfilmung 3. November 1918, 1973 in Peter Patzaks Film Situation, 1975 in Gerd Oswalds Simmel-Verfilmung Bis zur bitteren Neige. Ebenfalls 1975 absolvierte Gasser einen Gastauftritt in der Krimiserie Der Kommissar sowie 1977 in Der Alte. Unter der Regie von Michael Haneke spielte Gasser 1979 in Lemminge. 1980 wirkte Gasser an der Fernsehserie Ringstraßenpalais mit. 1982 sah man Gasser in Das Dorf an der Grenze (Regie Fritz Lehner).
1993 trat er in Die skandalösen Frauen (Regie Xaver Schwarzenberger) auf, 1998 unter Jacques Deray in dessen Stefan-Zweig-Adaption Clarissa.
Sein ehrenhalber gewidmetes Grab befindet sich auf dem Grinzinger Friedhof (Gruppe 21, Reihe 9, Nummer 17) in Wien.

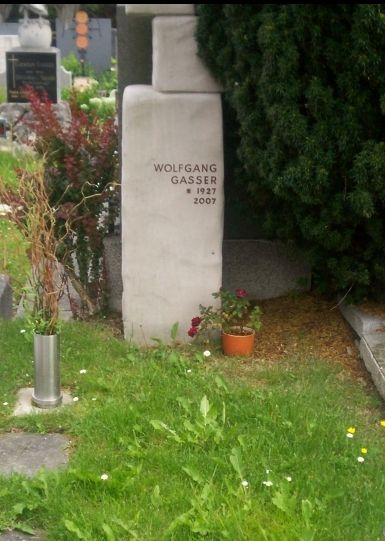
Wolfgang Gasser Grabstätte

## Filmografie (Auswahl)
- 1961: Jedermann
- 1963: Oberinspektor Marek : Die Vorladung (Tatort-Vorgängerfilm des ORF)
- 1965: 3. November 1918
- 1967: Ostwind
- 1970: Der Querulant
- 1973: Situation
- 1974: Der Kommissar, Folge 83: Das goldene Pflaster
- 1974: Der Schwierige
- 1975: Bis zur bitteren Neige
- 1975: Parapsycho – Spektrum der Angst
- 1977: Der Alte, Folge 4: Toccata und Fuge
- 1979: Es begann bei Tiffany
- 1979: Lemminge
- 1980: Land, das meine Sprache spricht
- 1982: Die Erben
- 1982: Das Dorf an der Grenze
- 1988: Der Zug
- 1993: Die skandalösen Frauen
- 1994: Der Salzbaron (Fernsehserie)
- 1995: Mutters Courage
- 1995: Geschäfte
- 1998: Polizeiruf 110: Tod und Teufel
- 1998: Clarissa
- 2003: Dinner for Two

## Hörspiele (Auswahl)
- 1972: Bertolt Brecht: Mutter Courage und ihre Kinder – Regie: Edwin Zbonek (ORF)
- 1983: Friedrich Torberg: Der letzte Ritt des Jockeys Matteo (Erzähler) – Regie: Ferry Bauer (Hörspielbearbeitung – ORF Oberösterreich)
- 1985: Friederike Mayröcker: Der Tod und das Mädchen – Regie: Götz Fritsch (ORF)

## Auszeichnungen
- 1976: Österreichisches Ehrenkreuz für Wissenschaft und Kunst
- 1986: Kammerschauspieler
- 1990: Kainz-Medaille für seine Rolle Professor Schuster in Heldenplatz (1989)
- 1993: Ehrenmedaille der Bundeshauptstadt Wien in Gold
- 1997: Ehrenmitglied des Burgtheaters